# Live Eschaton: The Art of Rebellion
Live Eschaton: The Art of Rebellion è la prima registrazione di un live della blackened death metal band polacca Behemoth. Originariamente è stata registrata in VHS, e delle ristampe sono state pubblicate in formato DVD. La Metal Mind Productions ha inoltre pubblicato un'edizione limitata box set di questo live, che contiene un DVD con il live vero e proprio più alcuni extra, e un CD bonus che contiene solo il live. Quest'edizione limitata è stata pubblicata in 2000 copie nel 2009.

## Tracce

### Live
1. "Decade of ΘΕΡΙΟΝ" - 3:49
2. "LAM" - 4:09
3. "Satan's Sword (I Have Become)" - 4:42
4. "From The Pagan Vastlands" - 3:23
5. "Driven by the Five-Winged Star" - 5:23
6. "The Entrance to the Spheres of Mars" - 4:33
7. "Starspawn" - 3:19
8. "Carnage" (cover dai Mayhem) - 3:58
9. "Chant for ΕΣΧΗΑΤΟΝ 2000" - 6:30
10. "Pure Evil & Hate" - 4:42

### Video Bonus
1. "Decade of ΘΕΡΙΟΝ" - 3:19
2. "Chant for ΕΣΧΗΑΤΟΝ 2000" - 5:17

### Contenuti Bonus della ristampa Metal Mind
La ristampa contiene le biografie di ciascun membro della band, un'intervista con Nergal, informazioni sulla discografia della band (comprese tracklist e artwork di ciascun album), una galleria di foto live del gruppo, quattro wallpapers che ricalcano lo stile dell'artwork di Satanica, una versione alternativa del logo della band e sei rare tracce audio

#### Tracce Bonus
1. "Cursed Angel of Doom" - 3:09
2. "Dark Triumph" - 5:24
3. "Forgotten Empire of Dark Witchcraft" - 4:11
4. "Forgotten Cult of Aldaron" - 4:35
5. "Dragon's Lair (Cosmic Flames and Four Barbaric Seasons)" - 5:56
6. "With Spell of Inferno" - 4:39

## Formazione
- Adam "Nergal" Darski - chitarre, voce
- Zbigniew Robert "Inferno" Promiński - batteria e percussioni
- Marcin "Novy" Nowak - basso